# Hydromedusa
Hydromedusa é um gênero de tartaruga da família Chelidae, comumente conhecida como tartaruga sul-americana com pescoço de cobra. O gênero está em sua própria subfamília Hydromedusinae, que é o grupo irmão do resto das tartarugas sul-americanas de pescoço lateral (Chelinae).

## Espécies
Este gênero contém as seguintes espécies existentes e fósseis:
- Hydromedusa maximiliani, Mikan 1820, Cágado da Serra
- Hydromedusa tectifera, Cope, 1870, Cágado pescoço de cobra
- Hydromedusa casamayorensis de la Fuente & Bona 2002, Salamanca e Sarmiento Formações, Argentina.